# Ƒ
Ƒ, ƒ（小写是f的手写体）是拉丁字母之一，由f的斜体形状或f加上下加钩构成。

## 标准体
它是非洲参考字母之一。标准字母用作书写埃维语（Ewe/Eʋegbe），代表清双唇擦音（国际音标：/ɸ/）。

## 斜体
小写斜体ƒ通常用作匈牙利福林和荷属安的列斯盾等货币的缩写，在斜体和非斜体的字体都可找到。

## 电脑使用
旧式字体和字符编码只包括了小写字母，用作缩写之用。Unicode则包括了大写字母和小写字母。斜体的ƒ（带钩的f）在某些字体中，与斜体的f（f）一样。

## 参看
- 非洲参考字母
- 反尾形符（Ogonek）